# KZ-Außenlager Rottleberode
Das Außenlager Rottleberode in Rottleberode war ein vom 13. März 1944 bis zum 4. April 1945 bestehendes Außenlager zunächst des Konzentrationslagers Buchenwald und ab Oktober 1944 des Konzentrationslagers Mittelbau für etwa 850 männliche KZ-Häftlinge (November 1944). Dieses erste Baulager des Mittelbau-Lagerkomplexes wurde seitens der Lager-SS unter dem Tarnnamen „Heinrich“ geführt.

## Funktion des Lagers und Häftlinge
Ab Mitte März 1944 bauten zunächst 200 aus dem Konzentrationslager Buchenwald überstellte Häftlinge die Gipshöhle Heimkehle im Auftrag des SS-Führungsstabes 5 zu einer untertage gelegenen Fabrik der Junkers Flugzeug- und Motorenwerke (Tarnname Thyrawerk) aus. Auf 7.400 m² mussten ab Ende Juli 1944 die Häftlinge Komponenten für die Flugzeuge Junkers Ju 88 und Junkers Ju 188 montieren, auf Baustellen arbeiten und waren auch teils im Sägewerk Uftrungen beschäftigt.
Die hauptsächlich polnischen, sowjetischen und französischen Häftlinge waren in einem dreistöckigen Fabrikgebäude der Porzellanfabrik Max Schuck, drei Kilometer von der Heimkehle entfernt, untergebracht. Das Erdgeschoss diente als Lagerfläche, zudem waren dort auch Waschräume und die Küche. Die Schlafräume für die Häftlinge befanden sich im ersten und zweiten Stockwerk. Das Gebäude war mit Wachtürmen umgeben und mit einer elektrisch geladenen Umzäunung gesichert. Zur Bewachung waren Soldaten der Luftwaffe eingesetzt.
Insbesondere nachdem ein Transport von mehr als 450 polnischen Juden aus dem aufgelösten Zwangsarbeiterlager Tschenstochau im Außenlager Rottleberode eintraf, verschlechterten sich dort im Winter 1944/45 die Lebensbedingungen. Die mangelhafte medizinische Versorgung der Häftlinge wurde durch einen Sanitätsdienstgrad (SDG), der als Lagerarzt fungierte, durchgeführt. Insgesamt verstarben während des Bestehens des KZ-Außenlagers etwa 150 Häftlinge. Im Januar 1945 wurden die aus dem Zwangsarbeiterlager Tschenstochau eingetroffenen jüdischen Häftlinge in das neu errichtete Außenlager Stempeda überstellt.

## Lagerführung

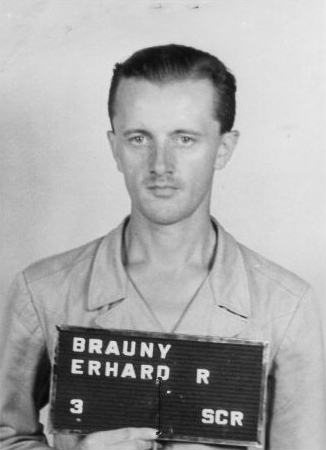
Haftbogenfoto des angeklagten ehemaligen Lagerführers Erhard Brauny vom Juni 1947

Erster Lagerführer war von März bis November 1944 der 22-jährige SS-Sturmführer Heinz Grabowski und nach einer kommissarischen Leitung von Ende November 1944 bis April 1945 der SS-Hauptscharführer Erhard Brauny. Stellvertretender Lagerführer war von November 1944 bis Februar 1945 Hermann Lamp, der danach bis April 1945 die Zweigstelle Stempeda leitete. Unter Brauny und seinem Stellvertreter verschlechterten sich die Lagerbedingungen erheblich, da er brutalen Funktionshäftlingen wichtige Lagerposten zuwies und Häftlinge misshandelte. Brauny wurde im Nordhausen-Hauptprozess zu lebenslanger Haft verurteilt und verstarb im Gefängnis. Der von Januar 1945 bis April 1945 eingesetzte SDG Paul Maischein wurde in diesem Prozess zu fünf Jahren Haft verurteilt.

## Endphase des Lagers
Vom 4. auf den 5. April 1945 wurden die Außenlager Rottleberode und Stempeda zusammen mit insgesamt etwa 1.500 Häftlingen evakuiert. Etwa 400 Häftlinge wurden unter Lagerführer Brauny mit der Bahn und auf Todesmärschen getrieben. Bei Gardelegen traf diese Häftlingsgruppe mit Häftlingen anderer Evakuierungstransporte zusammen. Da aufgrund der nahen Front der Evakuierungsmarsch nicht fortgesetzt werden konnte, wurden auf Befehl von NSDAP-Kreisleiter Gerhard Thiele mehr als tausend Häftlinge in der Isenschnibber Feldscheune am 13. April 1945 lebendig verbrannt.
Die andere Gruppe mit etwa 1.100 Häftlingen wurde mit der Bahn und auf Todesmärschen unter der Verantwortung von Lamp über das KZ Sachsenhausen in Richtung Nordwesten „evakuiert“. Nur wenige Häftlinge überlebten diese Strapazen.

## Nachkriegszeit
Die ehemalige Häftlingsunterkunft auf dem Gelände der Porzellanfabrik existiert seit Ende der 1990er Jahre nicht mehr. 1974 wurde die Gedenkstätte in der Heimkehle gestaltet. Am Eingang der Heimkehle steht seit 2005 ein Gedenkstein zur Erinnerung an die KZ-Opfer des Außenlagers Rottleberode. Zum 70. Jahrestag der Befreiung des Außenlagers Rottleberode und Stempeda wurde Am Waldschlösschen ein Gedenkstein aufgestellt.